# Parc naturel du mont Avic
Le parc naturel du mont Avic s'étend dans la vallée de Champdepraz, dans la basse Vallée d'Aoste, en Italie.

## Le parc naturel
Il a été créé en 1989 et élargi en 2003. N'ayant jamais fait partie des destinations touristiques valdôtaines, cette vallée est un lieu très tranquille et sauvage.
Les sommets les plus importants sont le mont Avic (au sud), et le mont Glacier et le mont Iverta, qui séparent la Vallée de Champdepraz de celle de Champorcher.
La plus vaste forêt de pins de montagnes de la Vallée d'Aoste se trouve dans ce parc. Elle occupe plus de 980 hectares.

## Parcours de randonnée
Les destinations les plus renommées du parc sont : 
- Le lac Cornu (2 200 mètres)
- Le lac Blanc (2 200 mètres)
- Le refuge Barbustel - Lac Blanc
- Le col Fenêtre, reliant la vallée de Champdepraz au vallon de l'Urtier, dans le haut val de Cogne, le long de la route de chasse des rois.

### Accès au parc

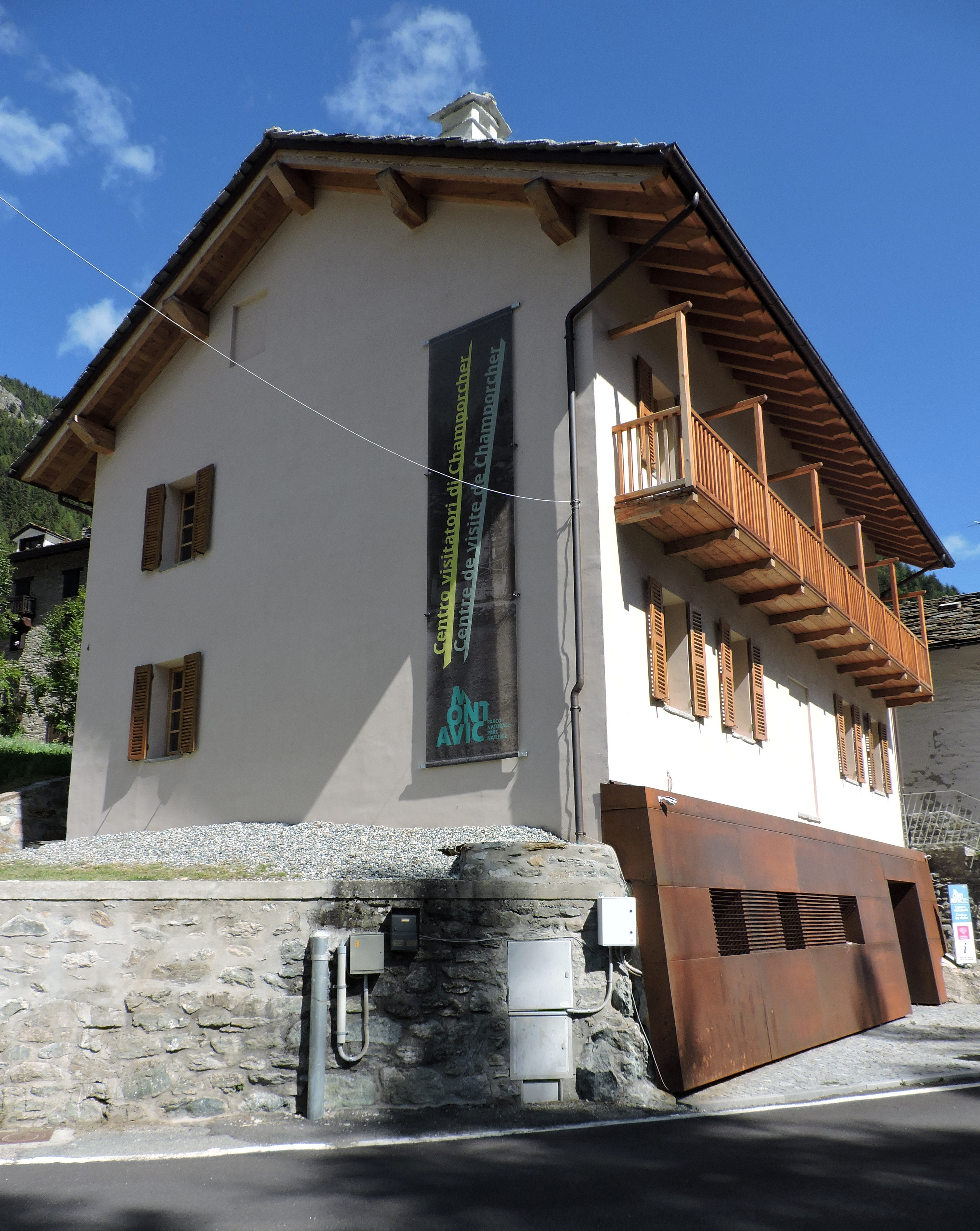
Centre visiteurs de Champorcher

On peut accéder au parc à partir de Champdepraz, ou bien le rejoindre à partir des vallées de Champorcher ou de Cogne.
L'organisme de gestion du parc siège à Champdepraz, au lieu-dit Fabrique, 164.
Les centres visiteurs du parc se situent aux hameaux Covarey (Champdepraz, lieu-dit Chevrère) et Château (Champorcher).